# Джейкобс, Уилфред
Сэр Уилфред Эбенезер Джейкобс (19 октября 1919 — 11 марта 1995) — первый генерал-губернатор Антигуа и Барбуды.
Обучался в Лондоне и стал адвокатом. Был назначен магистратом для Доминика в 1947 году и для Сент-Китс в 1962 году. Затем он был назначен прокурором Подветренных островов за 1957—1959 годы и на Антигуа в 1960 году. С 1960 по 1967 год служил в ряде Колониальных ведомств.
Он стал первым губернатором Антигуа и Барбуды с 1967 до того, как страна обрела независимость в 1981 году, после чего он стал первым генерал-губернатором. Он был генерал-губернатором Антигуа и Барбуды c 1 ноября 1981 года по 10 июня 1993 года. После него, пост занял Джеймс Карлайл.